# Cephalaria tuteliana
Cephalaria tuteliana är en tvåhjärtbladig växtart som beskrevs av Kuc och Göktürk. Cephalaria tuteliana ingår i släktet jätteväddar, och familjen Dipsacaceae. Inga underarter finns listade i Catalogue of Life.